# Podaljšana petstrana piramida
| Podaljšana petstrana piramida | Podaljšana petstrana piramida         |
| ----------------------------- | ------------------------------------- |
|                               |                                       |
| Vrsta                         | Johnsonovo telo J8-J9-J10             |
| Stranske ploskve              | 5 trikotnikov 5 kvadratov 1 petkotnik |
| Oglišča                       | 11                                    |
| Robovi                        | 20                                    |
| Konfiguracija oglišča         | 20(42.5) 10(32.42)                    |
| Grupa simetrije               | C5v, [5], (*55)                       |
| Dualni polieder               | sebidualna                            |
| Vrtilna grupa                 | C5, [5]+, (55)                        |
| Značilnosti                   | konveksna                             |
| mreža telesa                  |                                       |

Podaljšana petstrana piramida je eno zmed Johnsonovih teles (J9). Kot že ime nakazuje, se jo lahko dobi s podaljševanjem petstrane piramide (J2), tako da se pritrdi petstrano prizmo na osnovno ploskev.
V letu 1966 je Norman Johnson (rojen 1930) imenoval in opisal 92 teles, ki se sedaj imenujejo Johnsonova telesa.

## Dualni polieder
Dualno telo podaljšane petstrane piramide ima 11 stranskih ploskev: 5 trikotniških, 1 petkotniško in 5 trapezoidnih.
| Dualno telo podaljšane petstrane piramide | Mreža dualnega telesa |
| ----------------------------------------- | --------------------- |
|                                           |                       |